# 王蒙徽
王蒙徽（1960年1月29日—），男，汉族，江苏盐城人，中华人民共和国政治人物。清华大学建筑系本科、在职硕士、在职博士毕业，工学博士。曾任中共福建省委常委、中共厦门市委书记、中共辽宁省委副书记、中共沈阳市委书记、住房和城乡建设部部长、中共湖北省委书记。中共第十九届中央委员。

## 生平
1978年3月，考入清华大学建筑系建筑学专业学习。1981年11月加入中国共产党。1983年7月毕业后参加工作，留校任教，历任建筑系学生工作组副组长、辅导员、学生工作组组长（1984年9月-1989年12月在清华大学建筑学院建筑学专业在职硕士学位进修课程班学习、获工学硕士学位；曾在波兰华沙理工大学建筑系进修）。1989年，任清华大学建筑学院院长助理。
1993年，挂职担任广州市下辖县级番禺市副市长。1995年8月，任县级增城市副市长（期间，完成中国社会科学院研究生院的投资管理课程）。1998年3月，任广州市建设委员会处长。1998年9月，任广州市规划局副局长、局长（任职至2003年5月）。2002年12月，任中共番禺区委副书记、代区长、区长。2004年5月，任中共汕尾市委副书记、市长（2002年9月-2007年1月，在清华大学建筑学院建筑学学科城市规划与设计专业学习，获工学博士学位）。2008年9月，任中共云浮市委书记、市人大常委会主任。
2011年12月，跨省任福建省人民政府副省长。2013年5月，任中共福建省委常委、中共厦门市委书记。
2016年8月，任中共辽宁省委常委、中共沈阳市委书记。2016年12月，任中共辽宁省委副书记。
2017年6月，任中华人民共和国住房和城乡建设部党组书记、部长。
2022年3月29日，任中共湖北省委书记，至2024年12月31日卸任。
2025年2月25日，十四届全国人大常委会第十四次会议决定任命王蒙徽为全国人大环境与资源保护委员会副主任委员。